# Costas (anatomia)
A costa é a grande área posterior do corpo humano, erguendo-se do alto das nádegas até a base do pescoço e os ombros. Ela se constitui na superfície oposta ao peito, sendo sua altura definida pela coluna vertebral (comumente denominada "espinha" ou "espinha dorsal") e sua largura sendo suportada pela caixa torácica e ombros. O canal medular passa através da coluna vertebral e provê nervos para o resto do corpo.
Em acréscimo à sua óbvia importância fisiológica, esta parte da anatomia humana também desenvolveu uma importância social e artística, servindo como a maior tela para a arte corporal no corpo humano.